# Alžbětinská éra

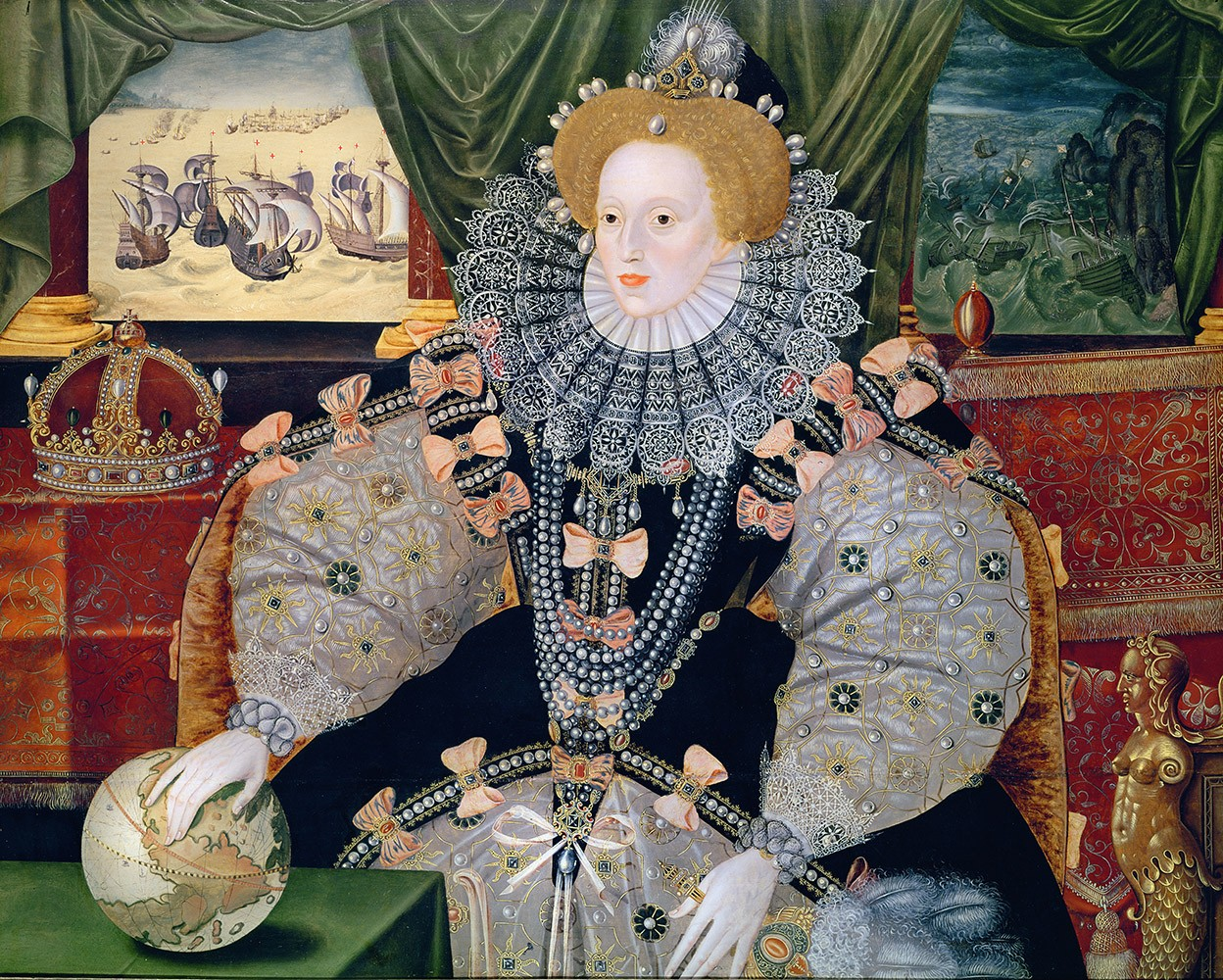
Alžběta I.

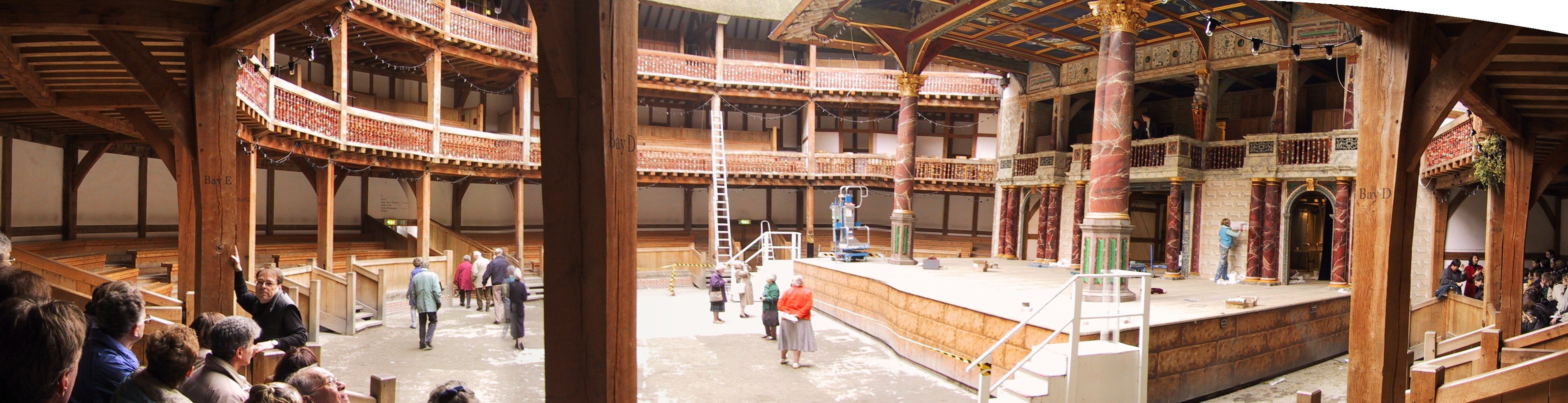
Divadlo Globe, místo premiér Shakespearových her

Francis Drake

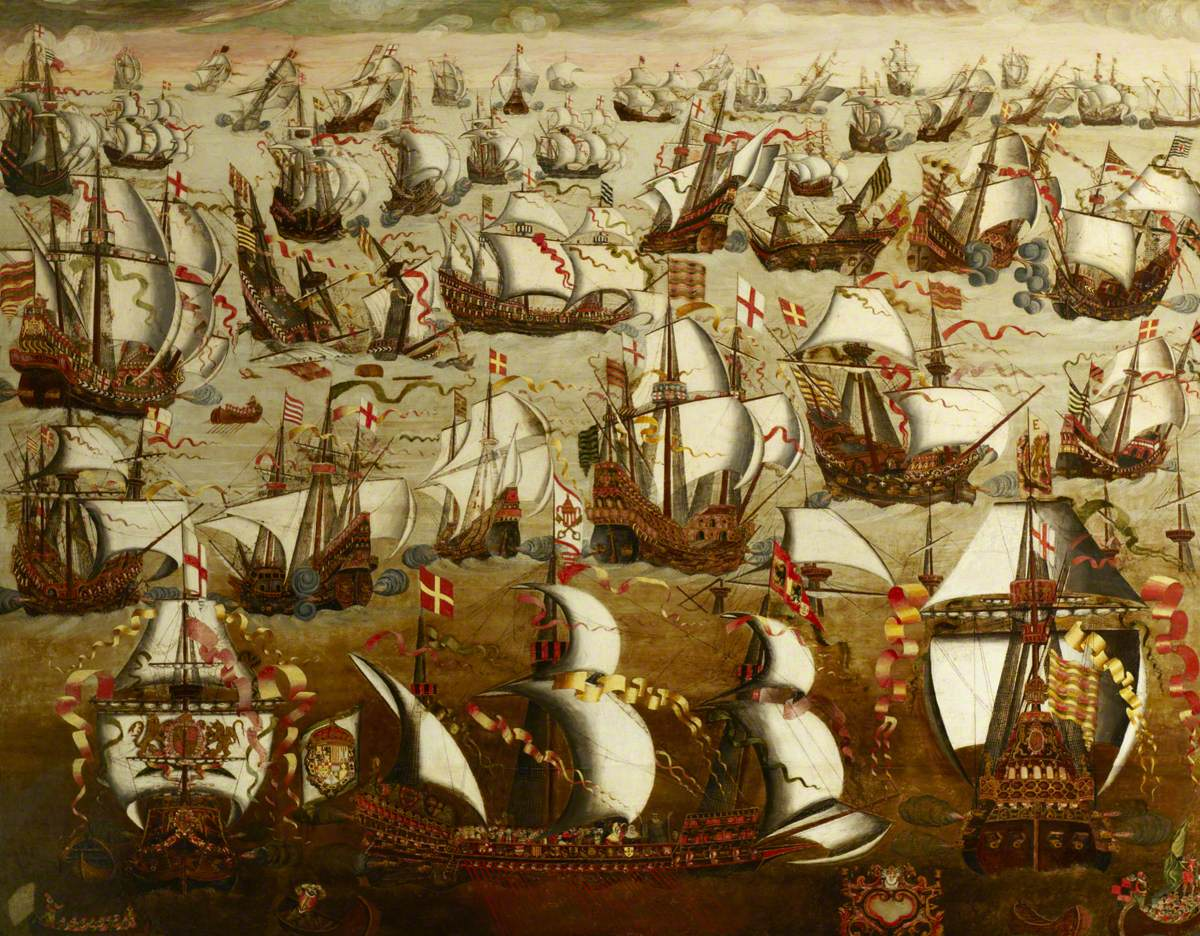
Odražení španělské Armady roku 1588

Alžbětinská éra je epocha dlouhé vlády královny Alžběty I. v Anglii (1558–1603), kterou historici často označují za zlatý věk anglických dějin. Jde o období důležité pro identitu Anglie i Británie a není náhodou, že symbolická postava Britannia vznikla roku 1572. Éra je vnímána jako doba kulturního rozkvětu, renesanční lehkosti, anglické námořní expanze a vojenského triumfu nad Španělskem, do té doby hlavní evropskou mocností (Alžběta odrazila čtyři invaze španělské Armady, v letech 1588, 1596, 1597 a 1602). Kulturní rozkvět bývá vyzdvihován nejvíce, zejména v oblasti dramatu (William Shakespeare, Christopher Marlowe), ale i literatury (Edmund Spenser) a částečně též ve vědě (Francis Bacon). Anglie měla v tomto období centralizovanou, dobře organizovanou a efektivní vládu, která byla z velké části výsledkem reforem Jindřicha VII. a Jindřicha VIII. Pevnost trůnu byla posilována Alžbětiným nemilosrdným potíráním jakéhokoli odporu. Z ekonomického hlediska začala země velmi těžit z nového jevu transatlantického obchodu a také z neustálých krádeží španělských a portugalských pokladů, zejména díky korzárské činnosti Francise Drakea a Johna Hawkinse. Oceňována je také Alžbětina fiskální politika, královna vymazala státní dluh a přivedla státní rozpočet do přebytků. Dokázala to i při snížených daních, neboť se mohla opřít o kořistění korzárské a kolonialistické (např. zabrání Virginie Walterem Raleighem roku 1588, přistání Martina Frobishera v Kanadě). Alžběta byla otevřena i novým formám obchodu a finančnictví (založení Královské burzy roku 1565, založení Východoindické společnosti roku 1600). Počet obyvatel Londýna se za její vlády zdvojnásobil. Nikdy během ní nedošlo k hladomoru, i proto, že se Anglie otevírala potravinám z Nového světa (brambory). Ačkoli hygienická situace anglických měst zůstávala katastrofální a černá smrt řádila jako v předchozích obdobích, historikům se podařilo prokázat razantní snížení dětské úmrtnosti za Alžbětiny vlády. Pokrok byl zjevný v ženské otázce – španělští a italští návštěvníci Anglie pravidelně, byť někdy jízlivě, komentovali svobodu, které se ženy v Anglii těšily, na rozdíl od jejich domovské kultury. Anglie měla v alžbětinské éře více vzdělaných žen z vyšších tříd, než bylo běžné kdekoli jinde v Evropě. Podílela se na tom i Alžbětina adorace mateřství a její vystupování jako matky či manželky anglického lidu. Zdůrazňován je ale také relativní vnitřní mír. Jemu předcházely války růží v předchozím století a náboženské spory na počátku 16. století a následovala ho krvavá anglická občanská válka ve století sedmnáctém. Spory mezi protestanty a katolíky byly zahlazeny náboženským vyrovnáním z dílny samotné královny Alžběty a parlament v její době ještě nebyl dostatečně silný, aby se postavil královskému absolutismu. Vnitřní mír také kontrastoval se situací v jiných velkých evropských zemích (zbídačení Itálie italskými válkami, hugenotské války ve Francii). Alžběta vedla v zásadě mírovou politiku i navenek, když utlumila války s Francií, nicméně existoval zde koloniální konflikt se Španělskem.

## Hodnocení a kritika
Viktoriánská éra a počátek 20. století alžbětinskou éru idealizovaly. Tuto idealizující tendenci sdílela i anglofilní Amerika. V populární kultuře byly odrazem této idealizace třeba dobrodružné historické filmy Errola Flynna.
Posléze se objevila i kritika této idealizace, ba samotného alžbětinského systému. Předmětem této kritiky byl například brutální systém potírání disentu a neustálého, takřka paranoického, hledání spiknutí v královnině blízkosti, jemuž padli za oběť i nejbližší a nejzasloužilejší královnini spolupracovníci. Nicméně nutno podotknout, že zájem na likvidaci protestantské královny a její nahrazení katoličkou a skotskou královnou Marií Stuartovnou měl Madrid, Paříž i Řím a řada odhalených spiknutí byla skutečných. I poprava Marie Stuartovny měla jasný strategický význam – odejmout protialžbětinským snahám hlavní symbol. Alžběta po této popravě vztahy se Skotskem utužila a dokonce předpřipravila nástupnictví skotského krále na anglickém trůně (ovšem protestantského).
Další kritika alžbětinismu zdůrazňuje nepřijatelnost kolonialismu a obchodu s otroky. Problematickou otázkou je rovněž pronásledování čarodějnic, jež začalo roku 1563. Po řadu let se Alžběta zdržela pronásledování katolíků, ale poté co ji v roce 1570 papež Pius V. prohlásil za heretičku a vyzval její katolické poddané k neposlušnosti, začalo jejich pronásledování a vraždění.